# 永野隆満 (実業家)
永野 隆満（ながの たかみつ）は、日本の実業家、音楽家。STart creation株式会社代表取締役。

## 経歴
- 2007年 - 昭和音楽大学作曲学部[疑問点 – ノート]卒業し、同年に『Contemporary Computer Music Concert』（CCMC2007）で最優秀賞を受賞[2]。
- 2010年 - クラシックバレエ教室『アキバレエスタジオ』を開校する。同年に『第１回動物感謝の手紙コンテスト』（日本全薬工業主催）で優秀賞を受賞[3]。
- 2019年 - STart creation株式会社を設立[4]。

## 人物
作曲を吉嶺史晴に師事した。
音楽教室と英会話を提供するカルチャースクールの『Music&Culture Joyous』や音楽・工作・実験を通したワークショップの『オトワクラボ』などに携わりつつ、各地の自治体や団体へのイベント企画立案、異業種アーティストとのコラボを行っている。
趣味はサッカー観戦であり、STart creation株式会社は鹿児島ユナイテッドFCのクラブサポーターとなっている。

## 著書
- 『ちいさなおくりもの』（2009年10月20日、ASIN 4434137603）[8]